# Selma Björnsdóttir
Selma Björnsdóttir, även känd som enbart Selma, född 13 juni 1974 i Reykjavik, är en isländsk sångare och skådespelare.

## Eurovision Song Contest
Selma vann 1999 den isländska uttagningen till Eurovision Song Contest med låten "All Out of Luck". Bidraget skrevs av henne själv tillsammans med Þorvaldur Bjarni Þorvaldsson och Sveinbjörn I. Baldvinsson. I Europafinalen i Jerusalem var bidraget storfavorit till segern och omröstningen blev en jämn kamp mellan Island och Sverige, som representerades av Charlotte Nilsson. I slutändan stod Sverige med segern och Selma gav Island dess högsta placering någonsin med sin andraplats. Bidraget fick 146 poäng. 
2005 var Selma tillbaka i tävlingen. Denna gång hette bidraget "If I Had Your Love" och återigen hade hon varit med och skrivit den tillsammans med Þorvaldur Bjarni Þorvaldsson. Dessutom var Vignir Snær Vigfusson (som skrev Islands bidrag 2003) och Linda Thompson medkompositörer. Denna gång gick Selma inte vidare till finalen utan fick en sextondeplats i semifinalen med 52 poäng.